# Collin McLoughlin
Collin McLoughlin (* ?, Bedford, New Yorku, USA) je americký zpěvák, autor písní a producent. 
V roce 2013 dosáhl na svém YouTube kanále přes 15 miliónů zhlédnutí a byl členem týmu Adam v třetí sérii The Voice. Jeho zvuky jsou označovány jako kombinace melodického dubstepu a organických prvků, častokrát doplňovaných jeho vlastním hlasem.